# میلاگرس کابرال

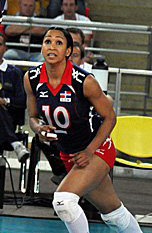
در سال ۲۰۱۱

میلاگرس کابرال د لا کروز (به انگلیسی: Milagros Cabral De La Cruz) (زاده ۱۷ اکتبر ۱۹۷۸) بازیکن والیبال اهل دومینیکن و عضو تیم ملی والیبال زنان جمهوری دومینیکن است. او موفق‌ترین بازیکن اهل دومنیکن است. او سه مدال طلا بازی‌های آمریکای مرکزی و کارائیب را در کارنامه خود دارد.

## افتخارات

### جوایز فردی
مهمترین‌ها: 
- با ارزش‌ترین بازیکن بازی‌های آمریکای مرکزی و کارائیب ۲۰۰۲
- با ارزش‌ترین بازیکن جام پان آمریکن ۲۰۰۳
- بازیکن سال جمهوری دومینیکن ۲۰۰۴